# Бердин (хутір)
Бердин (рос. Бердин) — хутір в Великосолдатському районі Курської області Російської Федерації.
Населення становить 140 осіб. Входить до складу муніципального утворення Великосолдатська сільрада.

## Історія
Населений пункт розташований на території українського етнічного та культурного краю Східна Слобожанщина.
Від 2004 року входить до складу муніципального утворення Великосолдатська сільрада.

## Населення
| 2002 | 2010 |
| ---- | ---- |
| 130  | ↗140 |